# Exogeniteit (economie)
Exogeniteit  (van het Oudgriekse exo en gignomi, respectievelijk buiten en ontstaan) is het optreden van een actie of een schok die van buiten het systeem komt. Het is het tegengestelde van endogeniteit, iets dat binnen het systeem ontstaat. Een exogene verandering is een autonome wijziging van een variabele die niet wordt beïnvloed door de werking van het  economische model. 
Bij endogeniteit is de foutterm volledig onafhankelijk van de afhankelijke variabele en wordt daar niet door verklaard. Zo is de mate waarin buiten wordt gevoetbald afhankelijk van het weer, maar de mate waarin buiten wordt gevoetbald – de afhankelijke variabele – heeft geen invloed op het weer, dat daarmee een exogene variabele is.
In een eenvoudig vraag en aanbod-model is een verandering in smaak of voorkeur van de consument exogeen, deze wordt niet door het model verklaard. Die smaakverandering leidt als exogene schok tot endogene veranderingen in de vraag die op hun beurt tot een verandering in de evenwichtsprijs leiden. Op dezelfde manier is een verandering in het inkomen van de consument een gegeven dat buiten het model tot stand komt.